# Cantone di Saint-Pantaléon-de-Larche
Il Cantone di Saint-Pantaléon-de-Larche è una divisione amministrativa dell'arrondissement di Brive-la-Gaillarde.
È stato costituito a seguito della riforma approvata con decreto del 24 febbraio 2014, che ha avuto attuazione dopo le elezioni dipartimentali del 2015.

## Composizione
Comprende i 13 comuni di:
- Chartrier-Ferrière
- Chasteaux
- Cublac
- Estivals
- Jugeals-Nazareth
- Larche
- Lissac-sur-Couze
- Mansac
- Nespouls
- Noailles
- Saint-Cernin-de-Larche
- Saint-Pantaléon-de-Larche
- Turenne